# Fahrlander See
Der Fahrlander See (teilweise auch Fahrländer See genannt) liegt im Nordwesten Potsdams.

## Geologie und Geographie

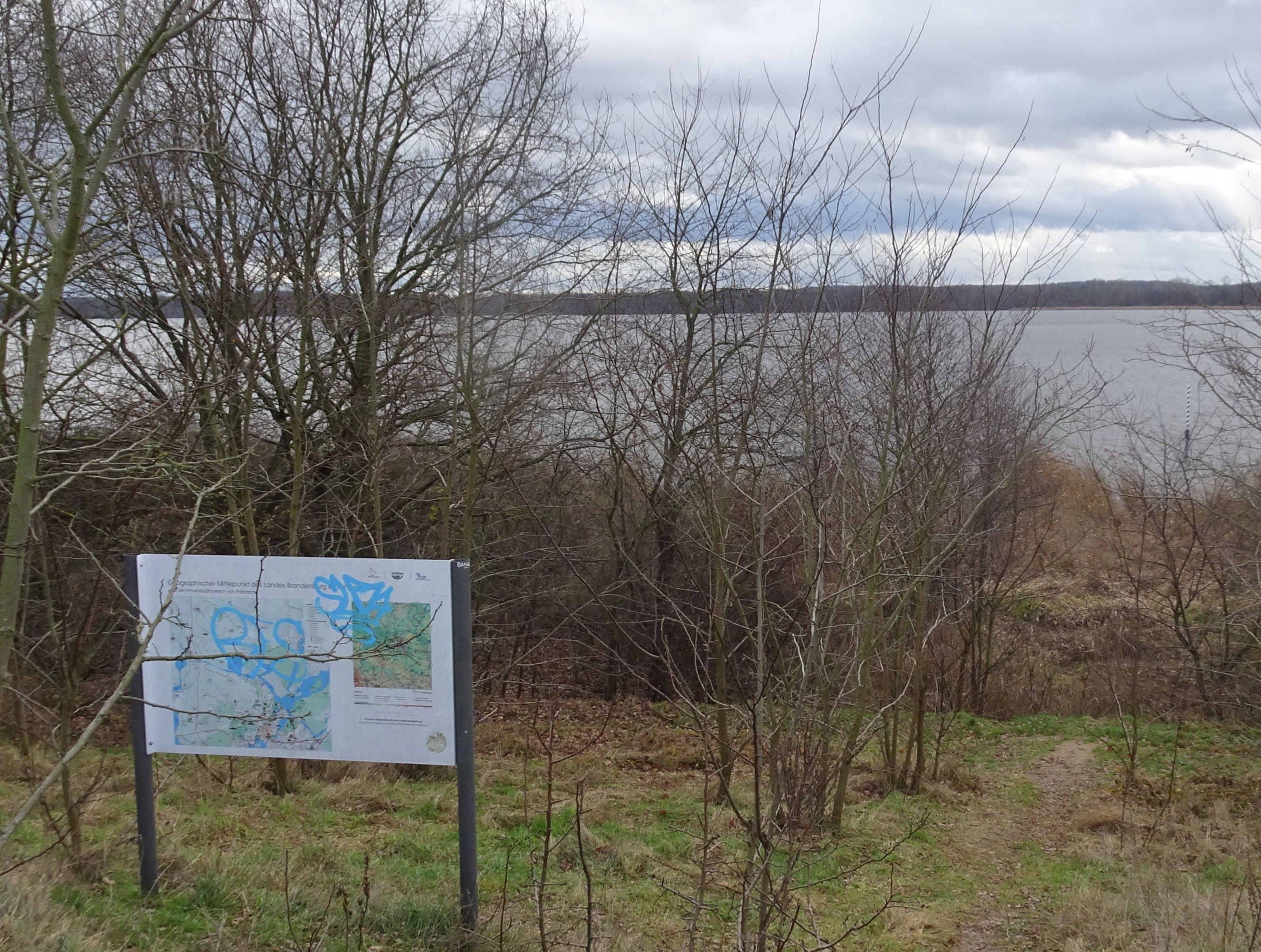
Informationstafel über den Mittelpunkt des Landes Brandenburg. Der Punkt selbst ist durch eine Stele im Wasser (am rechten Bildrand) markiert.

Der See hat eine annähernd rechteckige Form und befindet sich in einer sumpfigen Niederung eines Urstromtales des Weichselhochglazials. Er ist ein kalkreicher, ungeschichteter Flachlandsee und gehört zu einer Rinne von mindestens vier Seen. Sie bildeten einen eiszeitlichen Schmelzwasserabfluss in Richtung Nauen. Er hat eine Länge (Nord-Süd) von 1,72 km und eine Breite (Ost-West) von 1,33 km. Am südöstlichen Ufer erhebt sich mit dem 85 m ü. NN hohen Kirchberg der Rest einer eiszeitlichen Endmoräne. Im Süden trennt ein etwa  30 Meter breiter künstlicher Damm den See vom Sacrow-Paretzer Kanal. Der Sacrow-Paretzer Kanal ist eine Bundeswasserstraße und gehört zur Unteren Havel-Wasserstraße. Dieser Damm hat eine etwa 100 m breite Öffnung zum Kanal. Der See ist für die Schifffahrt gesperrt.
Im nördlichen Uferbereich des Fahrlander Sees befindet sich der geographische Mittelpunkt des Landes Brandenburg (berechnet durch Halbierung der Entfernungen zwischen nördlichstem, südlichstem, westlichstem und östlichstem Punkt der Landesgrenze parallel zu den Längen- und Breitenkreisen). Er ist mit einer Edelstahlstele markiert.

## Ökologie und Naturschutz
Der See, dessen Ufer fast überall von einem breiten Schilfrohrgürtel gesäumt wird, wurde jahrzehntelang als intensives Fischzuchtgewässer genutzt. Seit 1998 ist der Fahrlander See Teils des Landschaftsschutzgebietes „Königswald mit Havelseen und Seeburger Agrarlandschaft“. In der Verordnung wird der Fahrlander See als „Brut- und Winterraststätte für zahlreiche Wasservogelarten“ herausgestellt. Zu den am See brütenden Vögeln gehören Beutelmeise, Blaukehlchen, Drosselrohrsänger, Eisvogel, Feldschwirl, Gelbspötter, Graugans, Haubentaucher, Rohrammer, Rohrschwirl, Rohrweihe, Schilfrohrsänger, Schwarzmilan, Sumpfrohrsänger, Teichrohrsänger, Wasserralle, Weidenmeise und Zwergtaucher. Der See ist darüber hinaus ein regional bedeutsames Rastgebiet für Wasservögel mit Nachweisen zahlreicher gefährdeter Arten. Das Befahren mit Motorbooten ist verboten. Durch zunehmende Nutzung des Sees durch Freizeitsportler wurde der Schilfrohrgürtel an den Einstiegstellen geschädigt. Da der Schutzzweck des Sees aufgrund der häufigen Störung von Wasservögeln durch Sportler beeinträchtigt ist, wurde vom Naturschutzbund Deutschland (NABU) ein Befahrungsverbot für Wasserfahrzeuge aller Art bei der Stadt Potsdam beantragt.
Der See wird als stark polytroph mit der Klasse 6 auf der sechsstufigen Skala eingestuft. Der ökologische Zustand wurde 2017 als schlecht bewertet.

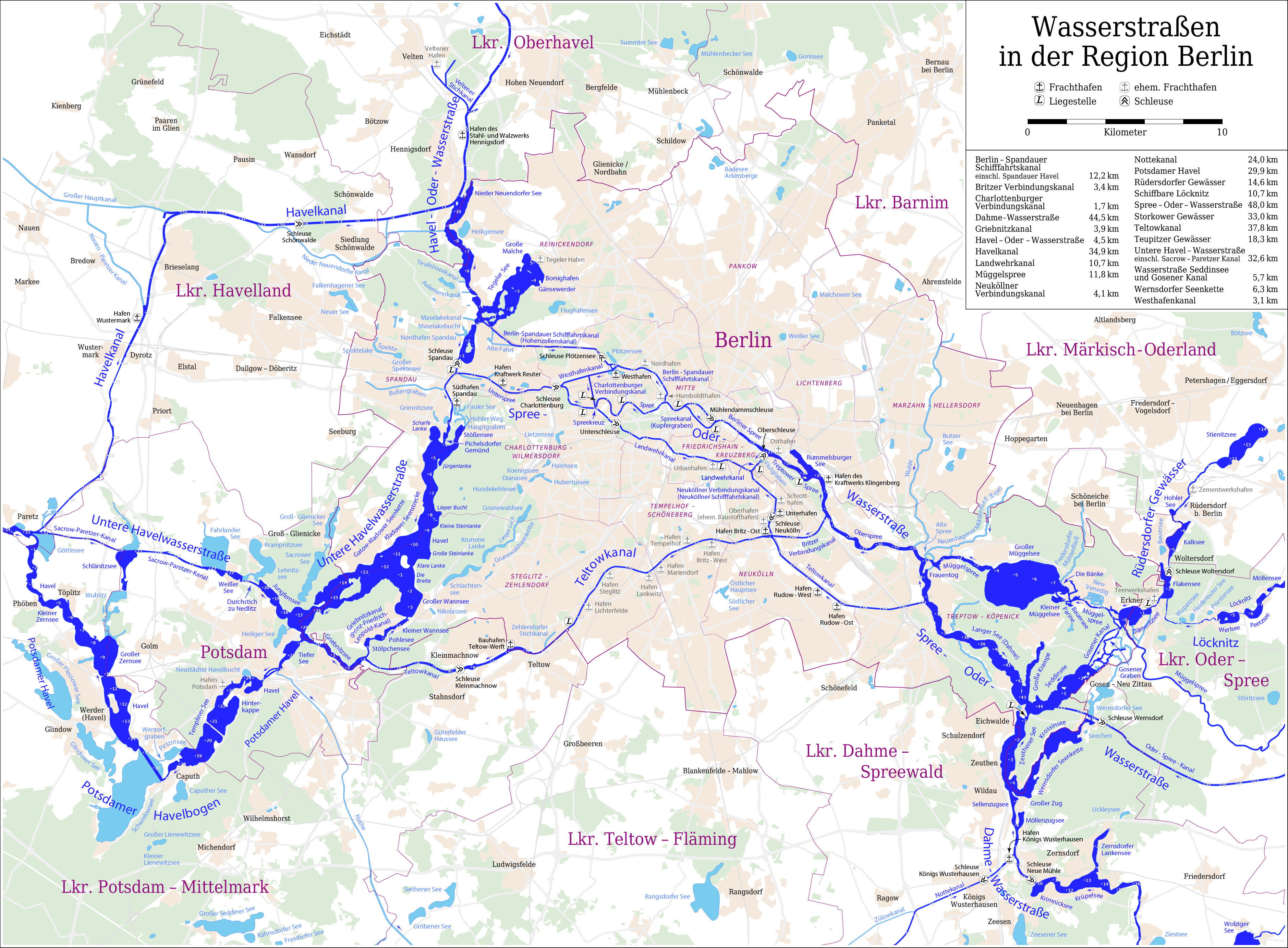
Der Fahrlander See in der Unteren Havel-Wasserstraße